# LASK Linz
LASK Linz este un club de fotbal din Linz, Austria Superioară, Austria care evoluează în Prima Ligă.

## Palmares
- Bundesliga: 1965
- Cupa Austriei: 1965
- Campionatul de amatori: 1931
- Cel mai bun rezultat internațional: 1:0 vs Internazionale Milano

## Jucători celebri
| - Helmut Köglberger - Chico - Klaus Lindenberger - Markus Weissenberger - Brendan Augustine - Vidar Riseth - Geir Frigård | - Peter Stöger - Christian Stumpf - Ivica Vastić - Besian Idrizaj - Tolunay Kafkas - Hugo Sanchez - Erik Mykland |